# Talgo Luís de Camões
El Talgo «Luís de Camões», también nombrado como Talgo III «Luís de Camões», fue un servicio ferroviario, que unió, entre 1989 y 1995, las localidades de Madrid, en España, y Lisboa, en Portugal.

## Características
Este servicio unía las capitales ibéricas de Lisboa y Madrid, de día, complementando el servicio Lusitânia Expresso, que efectuaba este recorrido durante la noche; la composición normalmente utilizada era la Talgo III, formada por una locomotora de las Series 352 o 353 de la operadora española Red Nacional de Ferrocarriles Españoles, y 8 vagones.
En el tramo español el Talgo «Luís de Camões» circulaba por la línea de Madrid a Cáceres. En la estación de Valencia de Alcántara se efectuaba un intercambio de maquinistas, entre la compañía de los Caminhos de Ferro Portugueses y RENFE. Los convoyes de este servicio se cruzaban normalmente en Cáceres. Una vez en territorio portugués circulaba por el ramal de Cáceres y por la línea del Este, llegando a la estación de Lisboa-Santa Apolonia.

## Historia
Creado para sustituir el servicio TER Lisboa Expresso, el «Talgo Luís de Camões» efectuó su viaje inaugural el 29 de marzo de 1989. En la primavera de 1993 este tren circuló, entre Madrid y Cáceres, en conjunto con el servicio Extremadura Talgo, que unía Madrid a Badajoz. En 1995 fue sustituido, junto con el Lusitânia Expresso, por el Lusitânia Comboi Hotel.